# Izotermna sprememba
Izotèrmna spremémba (tudi izotèrmna preobrázba) je sprememba stanja termodinamskega sistema, pri kateri se temperatura ne spreminja, spreminjata pa se prostornina in tlak. Na faznem diagramu ustreza taki spremembi izoterma.

## Spremembe pri idealnem plinu
Spremembe termodinamskih spremenljivk pri idealnem plinu opisuje Boylov zakon:
{\displaystyle T={\textrm {konst.}}}
{\displaystyle pV={\textrm {konst.}}}
Opravljeno ali prejeto delo A pri izotermni spremembi:
{\displaystyle A=-p\Delta V}
{\displaystyle A=nRT\ln {\frac {V_{1}}{V_{2}}}}
{\displaystyle A=nRT\ln {\frac {p_{2}}{p_{1}}}}
Pri tem je n število molov snovi, R splošna plinska konstanta, V1 in V2 ter p1 in p2 pa začetna in končna prostornina oziroma tlak. Delo štejemo negativno, če plin delo opravi, in pozitivno, če ga prejme. Oznaka »ln« označuje naravni logaritem.
Sprememba toplote Q pri izotermni spremembi:
{\displaystyle Q=-A}
Sprememba notranje energije Wn pri izotermni spremembi:
{\displaystyle \Delta W_{n}=0}
Sprememba entalpije H pri izotermni spremembi:
{\displaystyle \Delta H=0}
Sprememba entropije S pri izotermni spremembi:
{\displaystyle \Delta S=nR\ln {\frac {V_{2}}{V_{1}}}}
{\displaystyle \Delta S=nR\ln {\frac {p_{1}}{p_{2}}}}
{\displaystyle \Delta S=nR\ln {\frac {\rho _{1}}{\rho _{2}}}}